# Igor Shkolik
Igor Shkolik (en ruso: Игорь Анатольевич Школик; Severodvinsk, 9 de enero de 2001) es un futbolista ruso que juega en la demarcación de centrocampista para el Iraklis de Tesalónica de la Segunda Superliga de Grecia.

## Trayectoria
Tras formarse en el Zenit de San Petersburgo y posteriormente en el F. C. Dinamo Moscú, en 2018 subió al primer equipo moscovita, debutando el 16 de julio de 2020 contra el F. C. Ufa, encuentro que finalizó con un resultado de 0-1 a favor del conjunto moscovita. El 12 de septiembre bajó al segundo equipo para jugar un encuentro de la Liga de Fútbol Profesional de Rusia, ascendiendo de nuevo al primer equipo al día siguiente.
En junio de 2021 el equipo moscovita lo cedió una temporada al F. C. Rotor Volgogrado, y un año después fue el Neftekhimik Nizhnekamsk quien consiguió su cesión. Tras este segundo préstamo regresó a Moscú y se marchó definitivamente en febrero de 2024 al F. K. Dinamo Minsk. Durante la campaña disputó 34 partidos entre todas las competiciones, en los que anotó tres goles, y quedó libre al expirar su contrato a final de año. Entonces se fue a Grecia y firmó por el Iraklis de Tesalónica.

## Clubes
| Club                             | País        | Año       | Partidos | Goles |
| -------------------------------- | ----------- | --------- | -------- | ----- |
| F. C. Dinamo Moscú               | Rusia       | 2020      | 7        | 0     |
| F. C. Dinamo Moscú 2             | Rusia       | 2020-2021 | 14       | 1     |
| F. C. Rotor Volgogrado (cedido)  | Rusia       | 2021-2022 | 33       | 4     |
| Neftekhimik Nizhnekamsk (cedido) | Rusia       | 2022-2023 | 23       | 1     |
| F. C. Dinamo Moscú               | Rusia       | 2023-2024 | 0        | 0     |
| F. K. Dinamo Minsk               | Bielorrusia | 2024      | 34       | 3     |
| Iraklis de Tesalónica            | Grecia      | 2025-     | 9        | 1     |

## Palmarés

### Títulos nacionales
| Título                      | Club               | País        | Año  |
| --------------------------- | ------------------ | ----------- | ---- |
| Liga Premier de Bielorrusia | F. K. Dinamo Minsk | Bielorrusia | 2024 |